# Sciences expérimentales
 (décembre 2022).
Si vous disposez d'ouvrages ou d'articles de référence ou si vous connaissez des sites web de qualité traitant du thème abordé ici, merci de compléter l'article en donnant les références utiles à sa vérifiabilité et en les liant à la section « Notes et références ».
Les sciences expérimentales sont les sciences qui font appel à la méthode expérimentale, par opposition aux mathématiques et à l'informatique. On les subdivise en sciences physiques (physique et chimie), physique expérimentale et sciences de la nature (biologie et médecine), la géologie pouvant quant à elle être classée parmi les premières ou les secondes.
Par extension, l'astronomie est généralement classée parmi les sciences expérimentales (et les sciences physiques), bien qu'elle n'utilise pas l'approche expérimentale mais seulement l'observation et l'approche théorique.
Ce terme s'est répandu en Occident par les écrits de Roger Bacon.